# O-Bahn Busway

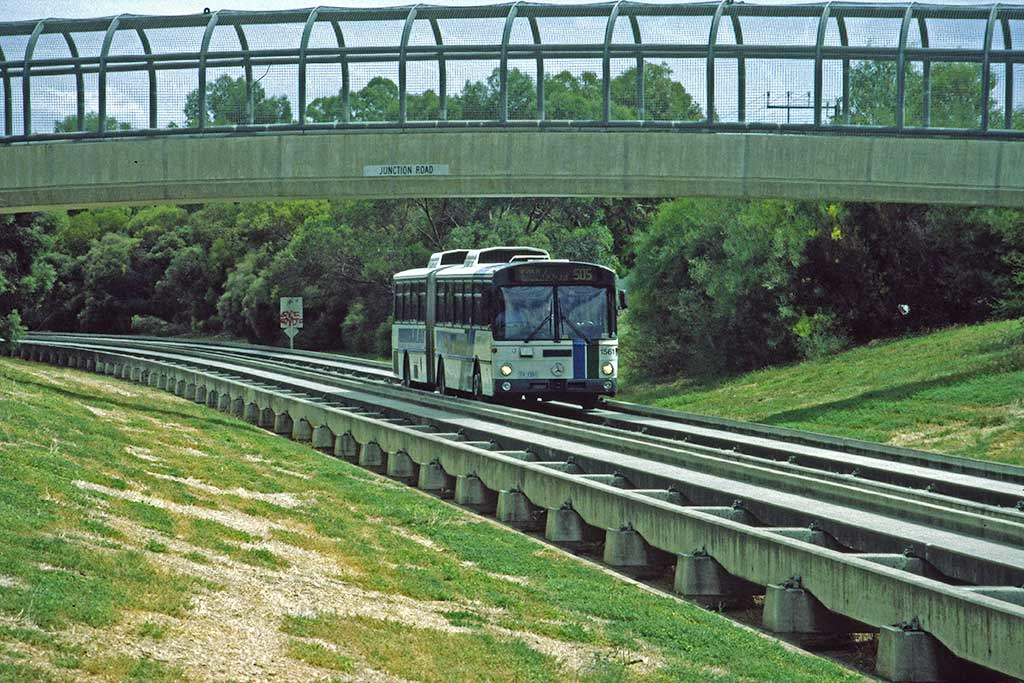
Mercedes-Benz-Bus (O-Bahn) en Adelaida, Australia, 1997.

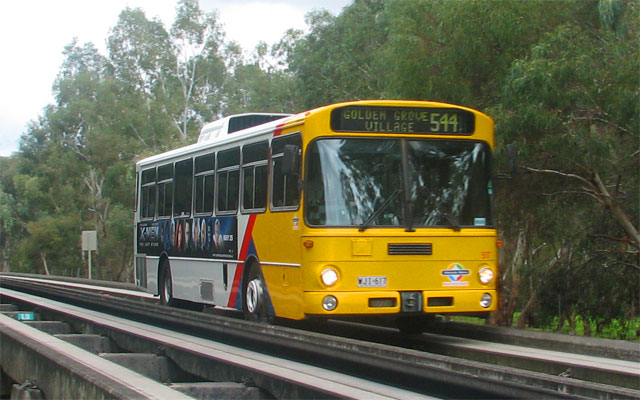
Un bus en la vía del O-Bahn guide-way.

El O-Bahn Busway es el bus guiado más largo y rápido del mundo. Se encuentra en la ciudad australiana de Adelaida. Su nombre proviene del latín omnibus («para todos») y el alemán bahn («camino»). El diseño fue concebido por Daimler-Benz para permitir a los buses evitar la congestión de tráfico al compartir túneles de tranvía en la ciudad alemana de Essen. El sistema fue introducido en 1986, reemplazando un plan anterior para la creación de una extensión de tranvías.
- Datos: Q1027289
- Multimedia: O-Bahn Busway / Q1027289